# Tom Høgli
Tom Høgli (Harstad, 24 februari 1984) is een voormalig Noorse voetballer. Sinds juni 2014 staat hij onder contract bij FC Kopenhagen.

## Clubcarrière
Høgli brak in 2002 door bij FK Bodø/Glimt, dat een jaar later de finale van de Beker van Noorwegen bereikte. Maar vaak kwam Høgli niet aan spelen toe bij Bodø/Glimt, waardoor hij de club in 2007 verliet voor Tromsø IL.
Bij Tromsø IL werd de Noor in eerste instantie binnengehaald als vervanger voor middenvelder Patrice Bernier, maar ontopte zich als rechtsachter. Hij knokte zich in de ploeg en werd een vaste waarde bij de Noorse club. Dat leverde hem in 2008 een plaats in de nationale ploeg op. Binnen de club werd hij verkozen tot Speler van het Jaar.
In 2009 plaatste Tromsø IL zich voor de Europa League, waarin het werd uitgeschakeld door Athletic Bilbao. In juni 2011 ruilde Høgli Tromsø IL voor Club Brugge, waar hij een contract tekende voor drie seizoenen. Club Brugge was Høgli op het spoor gekomen na een tip van diens landgenoot Rune Lange, een gewezen speler van blauw-zwart. In het begin van 2013, het derde seizoen van Høgli bij Club, wist hij een eerste keer voor Club te scoren in de competitie.

## Interlandcarrière
Onder leiding van bondscoach Åge Hareide maakte Høgli zijn debuut voor het Noors voetbalelftal op 20 augustus 2008 in het oefenduel tegen Ierland (1-1). Hij begon in de basis en speelde de volledige negentig minuten. Eerder speelde Høgli voor het Samisch voetbalelftal in het zogenaamde VIVA kampioenschap.

## Statistieken
Bijgewerkt tot en met 18 september 2018
| seizoen | club          | land                | competitie         | wed. | goals |
| ------- | ------------- | ------------------- | ------------------ | ---- | ----- |
| 2003/04 | FK Bodø/Glimt | Vlag van Noorwegen  | Adeccoligaen       | 1    | 0     |
| 2004/05 | FK Bodø/Glimt | Vlag van Noorwegen  | Adeccoligaen       | 13   | 0     |
| 2005/06 | FK Bodø/Glimt | Vlag van Noorwegen  | Adeccoligaen       | 17   | 0     |
| 2006/07 | FK Bodø/Glimt | Vlag van Noorwegen  | Adeccoligaen       | 28   | 3     |
| 2007/08 | Tromsø IL     | Vlag van Noorwegen  | Tippeligaen        | 14   | 0     |
| 2008/09 | Tromsø IL     | Vlag van Noorwegen  | Tippeligaen        | 24   | 0     |
| 2009/10 | Tromsø IL     | Vlag van Noorwegen  | Tippeligaen        | 28   | 0     |
| 2010/11 | Tromsø IL     | Vlag van Noorwegen  | Tippeligaen        | 30   | 0     |
| 2011/12 | Club Brugge   | Vlag van België     | Jupiler Pro League | 31   | 0     |
| 2012/13 | Club Brugge   | Vlag van België     | Jupiler Pro League | 24   | 0     |
| 2013/14 | Club Brugge   | Vlag van België     | Jupiler Pro League | 21   | 1     |
| 2014/15 | FC Kopenhagen | Vlag van Denemarken | Superligaen        | 18   | 1     |
| 2015/16 | FC Kopenhagen | Vlag van Denemarken | Superligaen        | 8    | 0     |
| 2016/17 | FC Kopenhagen | Vlag van Denemarken | Superligaen        | 9    | 0     |
| 2017/18 | FC Kopenhagen | Vlag van Denemarken | Superligaen        | 2    | 0     |
| 2018    | Tromsø IL     | Vlag van Noorwegen  | Tippeligaen        | 11   | 0     |
| Totaal  | Totaal        | Totaal              | Totaal             | 271  | 5     |